# Гамбург-Нойграбен-Фішбек
Нойграбен-Фішбек (нім. Neugraben-Fischbek) — частина району Гарбург вільного та ганзейського міста Гамбург. 

## Географія
Місцевість складається зі старих поселень Нойграбен (нім. Neugraben, наголос на другому складі) і Фішбек (нім. Fischbek), а також мікрорайону Нойвіденталь (нім. Neuwiedenthal) який був збудований в 1959 —1968 та 1973 —1977 роках. 

## Історія
Ходили чутки, що Гедеке Міхельс) жив у Нойграбені, тому що там є вулиця «Годеке-Міхельс-Вег» (нім. Gödeke-Michels-Weg), проте це було археологічно спростовано.
Село Нойграбен  виникло як Ніграбен (нім. Niegraben) приблизно в 1510 році і вперше було показано на карті в 1577 році. «Новий рів» (нім. neue Graben), замовлений герцогом Отто I Гарбурзьким, мав осушити ландшафт і служити каналом для барж і торф’яних барж.
 Фішбек вперше згадується в 1544 році як Вішбеке (нім. Vischbecke). 
У 1937 році, за часів нацистської Німеччини, після прийняття «Закону Великого Гамбурга» (нім. Groß-Hamburg-Gesetz) самостійні села Фішбек та Нойграбен були об'єднані з Гамбургом.

## Табір Офлаг Х-Д
У Фішбеку був табір для військовополонених Офлаг Х-Д (нім. Oflag X-D). 
 Інтерактивна карта основана на науковій праці Фрідеріка Літтмана називає його  «Офіцерський табір Фішбек» (нім. Offizierslager Fischbek) і описує його як «Табір з приблизно 15 бараками на приблизно 1500 офіцерів під охороною солдатів на Райхштрассе 73 (нім. Reichsstraße)» 
 Вулиця зараз називається Бундесштрассе 73 (нім. Bundesstraße), а табір розміщується на вулиці Роствег (нім. Rostweg). Усі бельгійські офіцери запасу з Офлаг II A у Пренцлау були переведені до Фішбека 22 червня 1943 року.
Табір існував по травень 1945 року. 
 Віртуальна бібліотека бельгійського місто Андена (фр. Andenne) має фотографії табору зроблені за допомогою саморобної камери виготовленої в’язнями.

## Підтабір концтабору Нойграбен

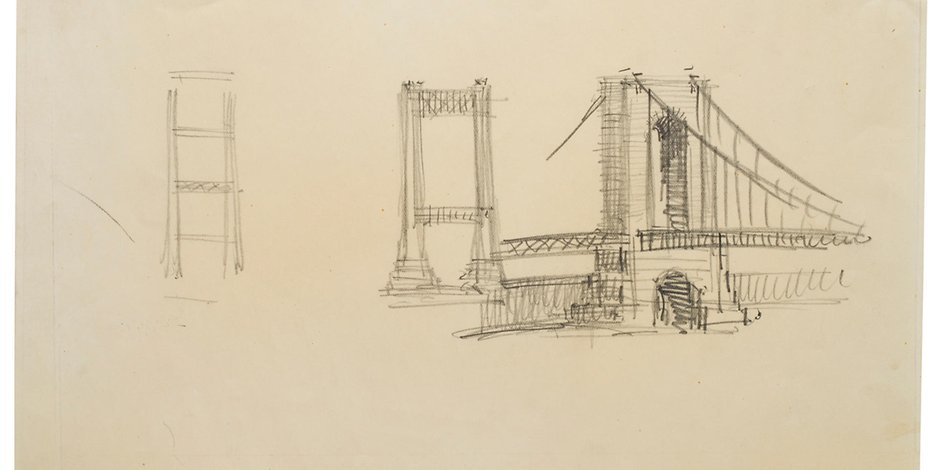
Ескіз Гітлера, 1936

13 червня 1936 р. Гітлер був Гамбурзі для присвоєння навчальному кораблю імені «Хорст Вессель» (нім. Horst Wessel). Там у нього й виникла ідея побудувати Ельбський високий міст (нім. Elbhochbrücke). 
 Вже з Берліна він надіслав свої ескізи та плани.
 Меморіальна стела поблизу колишнього підтабору Нойграбен стверджує, що у 1938 році був запланований табір для робітників, які мали будувати міст.
На одному з креслень 1939 року це місце мало назву «Робітничий табір Нойграбен Табори І - ІІІ» (нім. Arbeiterlager Neugraben Lager I - III). Там
було зображено 16 казарм і декілька набагато менших різних будівель. 
 У квітні 1940 року до табору підключили гарячу воду. 
 Пізніше, на невеликому пагорбі подалі, збудували ще п'ять бараків. 
У квітні 1942 року на плані місцевості видно будинок розпусти в якому мали працювати чотири жінки, щоб запобігти переслідуванням місцевих жінок «іноземними етнічними робітниками» та запобігти «зараженню німецької крові».

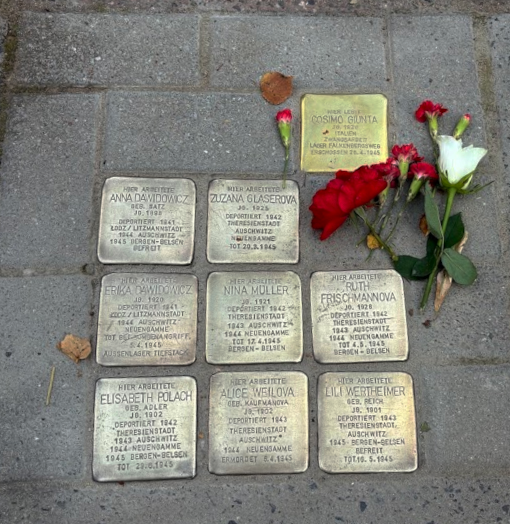
Козімо Джунта та інші, Фалькенбергсвег 62

Літтман (1995) говорить про табір для інтернованих італійських військових (нім. Italienischer Militärinternierter, IMI) де було п'ять бараків та близько 500 осіб. Табір був під охороною Вермахту, а інтернів використовували для будівництва селища Фалькенберг і при будівництві доріг. 
 На цвинтарі Ейендорф (нім. Friedhof Öjendorf) є надгробок який вшановує Козімо Джунту (італ. Cosimo Giunta), розстріляному у таборі Фалькенбергсвег в 1945 році.
 Камінь спотикання для Козімо Джунти було додано до восьми вже існуючих на вулиці Фалькенбергсвег 62 у Нойграбені 8 вересня 2024.
З червня 1943 по березень 1944 тут був «Тренувальний табір поліції пожежної охорони» (нім. Ausbildungslager der Feuerschutzpolizei) де перебувало близько 80 українців. Одним з тих українців був Симоненко Олександр. 
 Приблизно в цей же час (з червня 1943 по грудень 1943) тут був табір з приблизно 85 польськими жінками (нім. Falkenbergsweg (Polinnenlager)).
Зрештою з 13-го вересня 1944 року у Нойграбені почав існувати підтабір концтабору    Нойенгамме (нім. KZ-Außenlager Neugraben, Außenkommando Neugraben), коли сюди прибули 500 чеських єврейських жінок. 
Табір був тут по восьме лютого 1945 року. 

Після війни (1945 — 1951 рр.) тут табір для переміщених осіб — ДП 515 (англ. DP camp 515). В 1950 році табір був відомий як «Гамбург — Нойграбен, ДП табір Фалькенсберг».
 Там також жили евакуйовані гамбурзькі родини які повернулися в бараки колишнього табору, тому що в Гамбурзі не було де жити. У 1960-х роках  табір відомий як «Житловий будинок Фалькенбергсвег» (нім. Wohnunterkunft Falkenbergsweg) і там жило близько 750 осіб.
У 1985 році на місці колишнього табору встановили гранітний валун із меморіальною дошкою. Пам’ятна дошка неодноразово зазнавала вандалізму і її доводилося кілька разів міняти. 15 квітня 1992 року бронзову табличку встановили  в центрі Нойграбена неподалік будівлі місцевого офісу Сюдерелбе. 
 Камінь залишився пошкодженим, а у 2005 році  на камені зробили напис. 

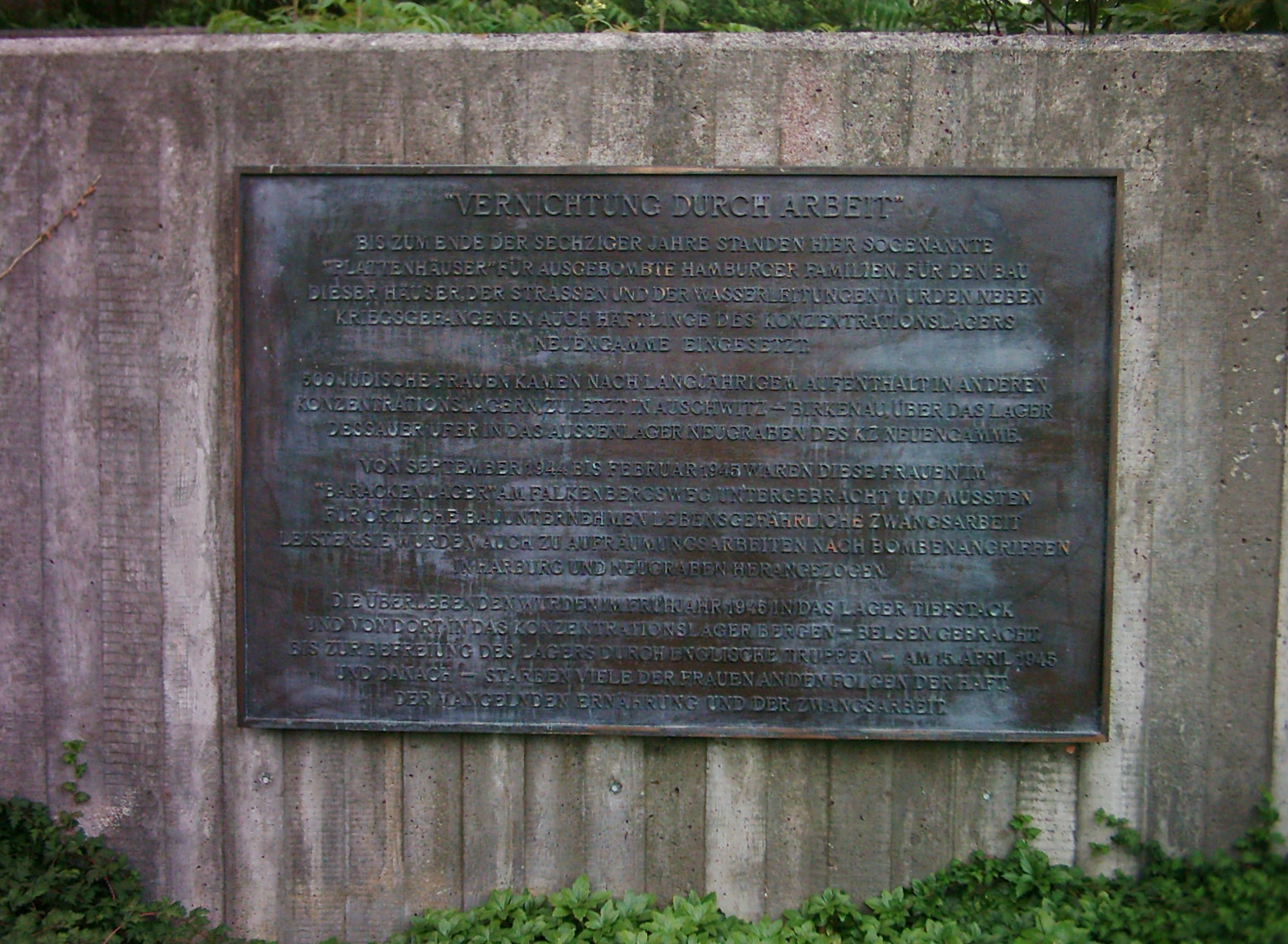
Меморіальна дошка: Знищення працею
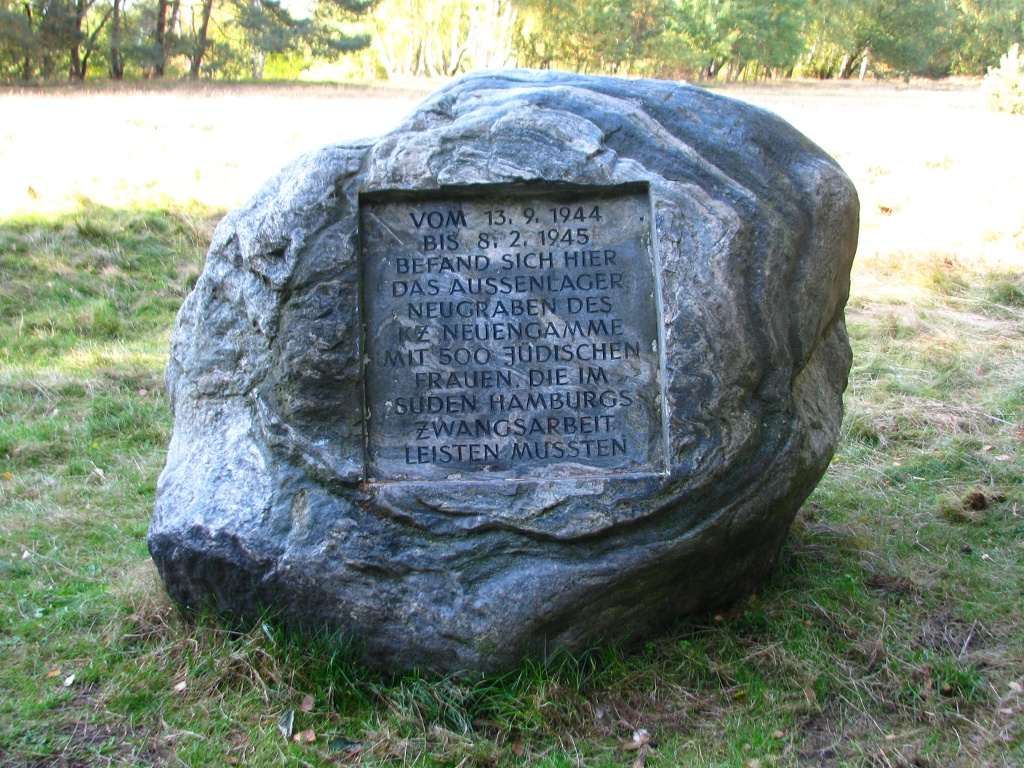
Гранітний валун з написом
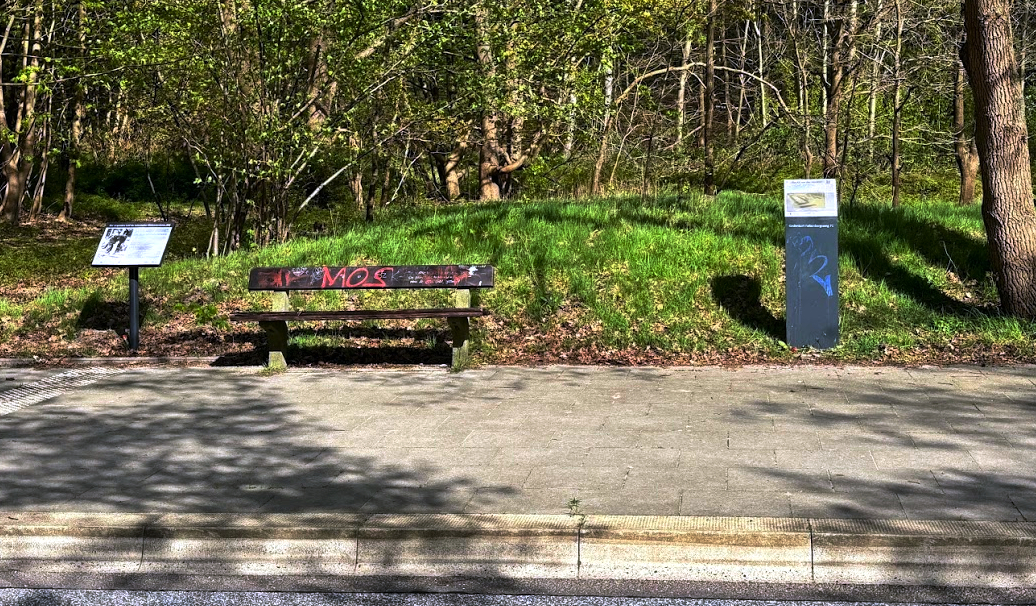
Зупинка «Нойграбенер Хайдевег»